# Ludwik Orzeszko
Ludwik Orzeszko herbu Pobóg – podkomorzy piński w 1768 roku, stolnik powiatu pińskiego w 1761 roku, duktor powiatu pińskiego w 1764 roku.
Jako poseł wołkowyski 29 kwietnia 1761 roku zerwał sejm nadzwyczajny.
Elektor Stanisława Augusta Poniatowskiego z powiatu pińskiego.
Poseł na sejm 1778 roku z powiatu pińskiego.